# 山高篤行
山高 篤行（やまたか あつゆき）は、日本の外科医。順天堂大学医学部特任教授であり、東京外科クリニックの統括院長を務める。成人および小児の鼠径ヘルニア、虫垂炎、尿道形成術などを専門とし、特に日帰り手術における革新を推進している。

## 略歴
- 1985年-順天堂大学医学部卒業[1]
- 医学博士取得
- 順天堂大学医学部附属順天堂医院で外科研修医として勤務した後に1987年同学小児外科学講座入局[1]
- 1992年から同医院の助手、1995年から講師、1999年から助教授、2006年から主任教授をに就任
- 2012年12月東京医科大学病院の消化器外科・小児外科の兼任教授に就任
- 2024年4月より東京外科クリニックの院長に就任
- 現在は同クリニックの統括院長として診療を行う

## 診療を行っている医療機関
- 順天堂大学医学部附属順天堂医院
- 東京外科クリニック
- 東京医科大学病院
- 東京都立東部地域病院
- 東京都立豊島病院
- 東京都立墨東病院
- 埼玉県済生会川口総合病院
- 巣鴨なごみクリニック
- 波多野内科クリニック
- 戸塚共立第2病院

## 専門分野
山高医師は、以下の分野で著名である
- 鼠径ヘルニア治療 - プログリップメッシュを用いた再発予防に優れた手術法を採用。再発のリスクを低減する術式を開発し、多くの患者に治療を提供している。
- 尿道形成術  - 独自の「山高式尿道形成術CHARGE法（Y-CHARGE）」を開発。
- 日帰り手術 - 最新の麻酔技術や軽侵襲手術を活用。高齢者や女性特有の症例など、幅広い患者に対応している。
- 小児胆道疾患

小児の胆道拡張症に対するロボット支援下手術を開発。同術式を田辺稔の協力を得て、保険収載に努めた。2022年に収載され、患者や家族の経済的負担を軽減できることになった。

## 信念と医療哲学

### 臆病さから生まれる完璧な準備
山高は手術前の準備を最重要視しており、「手術の成否の9割は準備で決まる」と語る。難しい手術の前には一人部屋に籠もり、すべてのリスクを想定しながら詳細なイメージトレーニングを行う。

### 「ゆっくり早くやれ」
山高は手術中の動きに「ゆっくり早くやる」という哲学を持ち込む。動作は慎重で無駄がないが、目的を見失わないことで結果的に効率的な手術を実現する。

### 小さな命を守る責任
かつて小児外科医として「最後の砦」と呼ばれた山高は、新生児の臓器が成人の10分の1以下という繊細な条件下で、他院では治療が不可能とされた子どもたちを数多く救ってきた。現在は成人外科医療が中心であるが、かつての経験は彼の医療哲学に深く影響を与え続けている。

## メディア出演
山高医師は、NHKの「プロフェッショナル 仕事の流儀」に出演し、その手術への情熱や完璧を追求する姿勢が特集された。この中で、「不可能を可能にする」という医師としての覚悟や、患者とその家族に寄り添う姿が強調された。

## 主な業績
- 多数の学会発表および論文執筆
- 難治症例の治療実績
- 日本国内外の医療機関との共同研究

## 受賞歴・資格
- 国際小児外科学会（IPEG）ベストペーパーアワード[3]
- 太平洋小児外科学会（PAPS）優秀研究賞[4]
- 欧州内視鏡外科学会（EAES）功労賞[5]
- 日本内視鏡外科学会技術賞[6]
- 内視鏡外科学会認定ロボット支援手術プロクター（手術指導医）
- ロボット支援手術da Vinci Certificate取得者
- 日本内視鏡外科学会技術認定取得者
- 小児外科学会認定指導医・専門医
- 日本外科学会認定指導医・専門医
- 小児泌尿器科学会認定医

客員教授
Cedars-Sinai Medical Center Columbus D. McAlpin Visiting Professor, LA Children’s Mercy Hospital, University of Missouri, Kansas Department of Paediatric Surgery, University of the Witwatersrand,
Johannesburg Department of Surgery, The University of Hong Kong
名誉会員
2022 年-現在 American Pediatric Surgical Association (APSA) 2017 年-現在 European Paediatric Surgeons’ Association (EUPSA) 2010 年-現在 Fellow of the American Academy of Pediatrics (FAAP)
理事長
2015 年-2016 年 Pacific Association of Pediatric Surgeons (PAPS) 2006 年-2007 年 International Pediatric Endosurgery Group (IPEG) 2012 年-2016 年 Asian Association of Pediatric Surgeons (AAPS)
論文審査委員長
2007 年-2009 年 Journal of Pediatric Surgery (PAPS Issue) 2011-年 2015 年 Pediatric Surgery International (JSPS Issue) 2013 年-2021 年 Pediatric Surgery International (AAPS Issue)
理事・監事
2006 年-現在 International Symposium on Paediatric Surgical Research (ISPSR) 2006 年-現在 Pediatric Colorectal Club (PCC) 2002 年-現在 Asian Association of Pediatric Surgeons (AAPS) 2003 年-2008 年 International Pediatric Endosurgery Group (IPEG) 2012 年-2017 年 Pacific Association of Pediatric Surgeons (PAPS) 2015 年-2020 年 日本小児外科学会(JSPS) 2015 年-2019 年: 2009 年-2013 年: 2003 年-2007 年: 日本小児泌尿器科学会 (JSPU) 2017 年-2024 年 日本内視鏡外科学会 (JSES)
研究助成選考委員会委員長
2017 年-2022 年 World Federation of Associations of Pediatric Surgeons (WOFAPS)
英文誌役員
Journal of Pediatric Surgery (JPS) – Associate Editor Pediatric Surgery International (PSI) – Executive Editorial Board European Journal of Pediatric Surgery (EJPS) – Associated Editor
Journal of Laparoendoscopic & Advanced Surgical Techniques and Videoscopy (JLAST) – Pediatric Editorial Board: Asian Editor Hong Kong Medical Journal (HKMJ) – International Editorial Advisory Board Frontiers in Pediatric Surgery – Associate Editor Translational Pediatrics Journal of Pediatric Surgery Case Reports (JPSCR) Journal of Hepato-Biliary-Pancreatic Sciences (JHBPS) Saudi Journal of Laparoscopy
英文論文業績
英文論文: 507 教科書(chapter) の執筆：37 その他英文出版物：39
指導学位論文数: 53
海外招聘講演数: 96

海外受賞歴
2010 October: American Academy of Pediatrics (AAP) Stephen L. Gans Distinguished Overseas Lectureship Award 1996 October: C. William Hall Outstanding Publication Award, Journal of Investigative Surgery